# Hiperoxie
Hiperoxia este o stare asemănătoare unei crize epileptice. Hiperoxia poate apare spontan și aleator dacă scafandrul a respirat un amestec de gaze conținând oxigen la presiuni parțiale mari, pe o durată suficient de lungă. Organizația NOAA a elaborat un tabel care specifică condiții de presiune și durată de expunere la oxigen pentru care riscul unei crize hiperoxice este minim.
Toxicitatea oxigenului se manifestă la nivelul sistemului nervos central.
Presiuni parțiale ale oxigenului cuprinse între 0,21 bar (sc. abs.) și 0,42 bar (sc. abs.) se consideră a fi normale (normooxic). Hiperoxic este un amestec de gaz (aer comprimat sau amestec respirator sintetic) la care presiunea parțială a oxigenului din este mai mare de 0,42 bar (sc. abs.).
Hiperoxia poate fi cronică sau acută.
- Hiperoxia cronică (efectul Lorrain Smith) apare atunci când presiunea parțială a oxigenului din amestecul respirator este cuprinsă între 0,42 bar (sc. abs.) și 1,7 bar (sc. abs.). Hiperoxia cronică este bine tolerată de către scafandri în cursul unor scufundări de scurtă durată.

- Hiperoxia acută (efectul Paul Bert) sau criza hiperoxică apare atunci când presiunea parțială a oxigenului din amestecul respirator este mai mare de 1,7 bar (sc. abs.). Hiperoxia acută trebuie evitată deoarece poate avea consecințe grave.

Criza hiperoxică are manifestări asemănătoare crizei epileptice și anume convulsii violente și pierderea cunoștinței. Momentul declanșării crizei hiperoxice este variabil de la individ la individ și depinde atât de presiunea parțială a oxigenului cât și de timpul de expunere la presiunea respectivă.
La scafandri autonomi ce respiră aer comprimat folosind aparat autonom de respirat sub apă, criza hiperoxică poate apare numai dacă adâncimea de scufundare depășește valoarea la care presiunea parțială a oxigenului este mai mare de 1,6 bar și durata expunerii este suficient de lungă. Scafandri recreaționali trebuie să respecte limite de adâncime și durată a scufundării la care probabilitatea unei crize hiperoxice este nulă. 

## Test al oxigenului
Probă de rezistență fiziologică la acțiunea oxigenului hiperbar la care sunt supuși candidații la meseria de scafandru profesionist.

Proba constă din inhalarea de oxigen pur în masca oro-nazală din barocameră, la adâncimea de 18 m (2,8 bar sc.abs.) timp de 30 minute. Dacă în acest timp nu apare criza hiperoxică, candidatul este apt pentru practicarea meseriei de scafandru. 

În timpul testului, candidații sunt asistați de un scafandru experimentat care urmărește eventuala apariție a simptomelor de criză hiperoxică, întrerupând alimentarea cu oxigen. Această probă de rezistență este controversată, atât ca utilitate cât și ca mod de desfășurare, ultimele cercetări în domeniu și experiența centrelor de medicină hiperbară evidențiind o serie de probleme.